# 竹内黎一
竹内 黎一（たけうち れいいち、1926年8月18日 - 2015年9月5日）は、日本の政治家。位階は正三位。勲章は勲一等旭日大綬章。
衆議院議員（10期）、科学技術庁長官（第38代）、原子力委員会委員長（第38代）、衆議院外務委員長・環境委員長等を歴任した。
父は青森県知事や衆議院議員を務めた竹内俊吉。

## 概要
青森県黒石市生まれ。旧制青森中学校、旧制弘前高等学校、東京大学経済学部卒業。東大卒業後、毎日新聞社に入社。毎日新聞の政治記者、運輸大臣秘書官を経て、1963年の第30回衆議院議員総選挙に、青森県知事に転身した父・俊吉に代わって旧青森2区（定数3）から無所属で出馬し、得票数トップで初当選した（当選同期に小渕恵三・橋本龍太郎・小宮山重四郎・伊東正義・田中六助・渡辺美智雄・佐藤孝行・藤尾正行・中川一郎・三原朝雄・鯨岡兵輔・奥野誠亮らがいる）。
当選後、自由民主党に入党し、元外務大臣の藤山愛一郎が率いる愛正会に入会。その後、藤山派が解体した後も藤山の傍らに寄り添い、1976年に藤山が引退するまで「最後の藤山派議員」を貫き通した。その後は無派閥を経て、木曜クラブに入会。外務政務次官、経済企画政務次官を経て1984年、第2次中曽根第1次改造内閣で科学技術庁長官に任命され、初入閣した。
1990年の第39回衆議院議員総選挙では、旧青森2区から自民党公認で出馬したが、次点で落選した。1993年の第40回衆議院議員総選挙には再び旧青森2区から自民党公認で出馬し、返り咲いた。1996年の第41回衆議院議員総選挙では、比例東北ブロック単独で自民党から出馬したが落選し、政界を引退した。2000年、勲一等旭日大綬章を受章。
2015年9月5日、弘前市内の病院で多臓器不全のため死去。89歳没。叙正三位。